# Structura NATO
Organizația Tratatului Atlanticului de Nord  include structuri civile, militare, organizații și agenții care, împreună constituie Structura NATO.